# Naturpark (parktyp)
Naturpark inom svensk samhällsplanering avser ett naturområde som bevaras nära bostadsområden och skött så att det finns minimal risk för människor samtidigt som det finns naturliga element kvar som främjar biologisk mångfald, så att alla skall ha natur nära sin bostad. Naturparkerna är detaljplanlagda.